# Чжан Минлян
Чжан Минля́н (кит. упр. 张明亮, пиньинь Zhāng Míngliàng; род. 5 января 1987, Ханьдань, Хэбэй) — китайский кёрлингист на колясках.
В составе сборной Китая участник и чемпион зимних Паралимпийских игр 2022. Четырёхкратный чемпион мира.
Играет на позиции второго.

## Достижения
- Зимние Паралимпийские игры: золото (2022).
- Чемпионат мира по кёрлингу на колясках: золото (2019, 2021, 2023, 2025).

## Команды
| Сезон   | Четвёртый  | Третий        | Второй        | Первый      | Запасной                                    | Турниры            |
| ------- | ---------- | ------------- | ------------- | ----------- | ------------------------------------------- | ------------------ |
| 2016—17 | Ван Хайтао | Лю Вэй        | Чэнь Цзяньсин | Xu Guangqin | Чжан Минлян тренер: Ли Цзяньжуй             | ЧМК 2017 (4 место) |
| 2018—19 | Ван Хайтао | Чжан Минлян   | Xu Xinchen    | Янь Чжуо    | Чжан Цян тренер: Ли Цзяньжуй                | ЧМК 2019           |
| 2019—20 | Ван Хайтао | Чэнь Цзяньсин | Лю Вэй        | Ван Мэн     | Чжан Минлян тренер: Ли Цзяньжуй             | ЧМК 2020 (4 место) |
| 2020—21 | Ван Хайтао | Чэнь Цзяньсин | Чжан Минлян   | Янь Чжуо    | Сунь Юйлун тренеры: Юэ Циншуан, Zhao Ran    | ЧМК 2021           |
| 2021—22 | Ван Хайтао | Чэнь Цзяньсин | Чжан Минлян   | Янь Чжуо    | Сунь Юйлун тренер: Юэ Циншуан               | ЗПИ 2022           |
| 2022—23 | Ван Хайтао | Zhang Shuaiyu | Ян Цзиньцяо   | Ли Нана     | Чжан Минлян тренеры: Li Jianrui, Юэ Циншуан | ЧМК 2023           |
| 2024—25 | Ван Хайтао | Чэнь Цзяньсин | Чжан Минлян   | Ли Нана     | Чжан Цян тренеры: Li Jianrui, Юэ Циншуан    | ЧМК 2025           |

(скипы выделены полужирным шрифтом)